# Hela havet stormar (bok)
Hela havet stormar – fallstudie inifrån en myndighet är en bok av konstvetaren Sara Kristoffersson, utgiven 2022 på Volante.
Boken handlar om namnkonflikten kring Konstfacks utställningslokal Vita havet och debatten om Vita havet som blev en av de största kulturdebatterna i Sverige under 2021 efter en debattartikel av Kristoffersson i februari 2021.
Boken sågs som Kristofferssons slutreplik i debatten. Hon sade att hon ville visa visa vad som händer när identitetspolitisk aktivism och mobbning får spelyta på en myndighet, och att problematiken hade principiell räckvidd.

## Bakgrund
2019 föreslog konstnärskollektivet Brown Island att namnet på Konstfacks utställningslokal, Vita havet, skulle byta namn eftersom de ansåg att namnet var förtryckande och rasistiskt och symboliserade den vita homogeniteten på skandinaviska konsthögskolor. Brown Island fick inget gehör för namnbytesförslaget bland studenterna, men däremot hos konstfacks ledning.:3m12s Förslaget togs upp i skolans ledningsgrupp där Kristoffersson ingick, och Kristoffersson argumenterade där för att namnet inte hade med rasism att göra. Myndighetens ledning drev namnförslaget vidare i den interna arbetsgruppen "Our spaces/Våra rum".
Kristoffersson skrev en debattartikel i Dagens Nyheter i februari 2021 och ifrågasatte det rimliga i detta och förklarade namnets historiska koppling som en republikansk blinkning till det största rummet i Kungliga slottet som också kallas Vita havet. Hon skrev att en färg i sig eller ordet som sådant knappast var rasistiskt eller normbejakande, att färg i hög grad var sociala och kulturella konstruktioner som saknade inneboende mening, att namnet helt och hållet saknade beröringsytor med rasism, samt att ängsligheten banade väg för orimliga eftergifter. I samband med  debattartikeln blev namnbytesförslaget offentligt känt.
Brown Island svarade att de inte hade påstått att färgen vit var rasistisk i sig. De skrev att Vita havet exemplifierade den vita kuben och inte var en neutral plats utan snarare "en ideologiskt ritualiserad plats med rötter i den västerländska modernismen – en tradition som har förespråkat idéer om vithet, renhet och rasbiologi." De skrev att homogeniteten på Konstfack var ett demokratiskt problem.
Sju professorer och lektorer som sade sig företräda en grupp på 44 professorer, lektorer, adjunkter och doktorander vid Konstfack skrev en replik men bemötte inte i den Kristofferssons redogörelse för namnets historia, färg som konstruktion, att namnet saknade beröringsytor med rasism samt problemet med ängslighet.
Kristoffersson, som sade sig ha sökt en offentlig dialog och debatt, sade att namninsamlingen mot henne visade på brister i det kritiskt tänkande och den intellektuella självständighet som utbildningen på Konstfack ska präglas av.:28m44s Erbjudandet att skriva under namninsamlingen mot Kristoffersson skickades till alla lärare på Konstfack, även Kristoffersson själv. Hon skrev inte under den, men tänkte i efterhand att det hade varit lite roligt om hon hade gjort det.:17m42s
Utöver namninsamlingen skickade en prefekt och ett lärarlag även massmail till minst hundra studenter där de tog avstånd från Kristoffersson.:40m29s Flera kollegor hörde av sig privat till Kristoffersson och var illa berörda över det som hände, men gav inte stöd till henne offentligt.:23m47s
En arbetsmiljöutredning i maj 2021 noterade att "En insamling av namn, lik den som är gjord av Artikelförfattarna i förevarande fall, avråds starkt ifrån, vilket rektor på Konstfack redan gett uttryck för."
Per Svensson vid DN beskrev det som en utstötningsritual och mobbing. Josefin de Gregorio skrev i Svenska Dagbladet att bråket fick varningsklockorna att ringa och att högskolor inte hade något syfte om de inte hade högt i tak. Ulrika Knutson skrev att "Om en konstskola är rädd för offentlig debatt är det en allvarlig brist." Magnus Hedman skrev i Proletären att "Samtidigt som arbetare kämpar för anställningstrygghet och en fungerande vård engagerar sig studenter på Konstfack för ett namnbyte på salen Vita havet." Historikern Johan Gärdebo skrev i maj 2022 att "Vita havet-debatten speglar samtidens Sverige – ett intellektuellt historielöst risksamhälle där subjektiva upplevelser och rädsla för att kränka trumfar reflektioner och sakargument."
Konstfacks rektor Maria Lantz skrev den 18 februari att "Det är i mötet med den andra åsikten vi kan lära mer om varandra, öka vår förståelse för andra argument och slipa våra egna."
Kristoffersson skrev ytterligare 4 debattartiklar i Dagens Nyheter under våren 2021.
Kristoffersson sade i mars 2021 att det fanns en fara i identitetspolitik och anti-intellektuella strömningar, där känslor och upplevelser gick före förnuft och kunskap.:52m44s Hon sade att "Det som är problemet, tycker jag, med den typen av strömningar, det är att dom är ovilliga till att ta till sig historia och fakta och bortdefiniera det. Kunskap avfärdas till förmån för grupptillhörighet.":19m23s och att de som i debatten hade framställt namnfrågan som en bagatell hade fel; frågan hade varit central.:23m56s Hon sade att rädslan för att kränka och bli utpekad som "det ena eller andra" är farlig.:49m16s
Hon sade att i ett antirasistiskt arbete trodde hon att det var kontraproduktivt att framföra den typen av förslag som namnbytesfrågan var, eftersom det fick personerna bakom förslaget att framstå som stollar:23m56s och att "byta namn på en lokal som inte har med rasism att göra, det är orimligt.":52m19s Hon sade senare också att "Antirasism ska vara antirasism, inte en kamp mot väderkvarnar.":7m33s
Frågan fick stort genomslag i tidningar, radio, tv och sociala medier. Under våren 2021 pågick en utbredd och intensiv debatt om Vita havet i media. Den var en av de största kulturdebatterna i Sverige under 2021. Konstfack sammanställde en lista över några av tidningsartiklarna, och följde upp med ett nytt och begränsat urval artiklar efter publiceringen av Hela havet stormar. Uppräkningen är inte komplett.
Kristoffersson sade i juni 2022 att det sammantaget blev en så bisarr historia att det var svårt att inte skriva boken.:2m20s Hon sade att mångfald och inkludering högaktades, att de var som honnörsord på Konstfack, men att det primärt begränsades till hudfärg; en avvikande åsikt kunde inte accepteras.:6m34s Perioden hade varit jobbig men hon ångrade inte att hon skrev debattartikeln eftersom den hade blottlagt saker som behövde blottläggas. Hon sade att skolledningen hade vikit sig för aktivister när den istället borde ha satt ner foten och "Jag tänker att det för Konstfacks ledning är hög tid för självkritik."

## Innehåll
I ett utdrag från boken skrev Kristoffersson att "Debatten är [...] ytligt sett banal, men belyser hur en politisk dagordning får fäste på en myndighet, vars utövning enligt regeringsformen ska präglas av saklighet och opartiskhet. Samtidigt vittnar debatten om ett intellektuellt risksamhälle där sårade känslor, upplevelser och ängslighet att kränka tenderar att trumfa kunskap, reflektioner och sakargument." Hon skrev att boken handlade om "ideologisk aktivism och utfrysningskultur på en myndighet, om ansvarigas handfallenhet och eftergivenhet, eller kanske snarare rädsla och ängslighet."

## Mottagande
Sakine Madon skrev i en ledarkrönika i Upsala Nya Tidning att boken framför allt var en berättelse om ett hänsynslöst drev med konsekvenser och om fega ansvariga, och att den borde läsas av alla som säger sig värna akademisk frihet.
Johan Gärdebo skrev i Fokus att "[Kristofferssons] bok visar hur viktigt det är att myndigheter inte viker ner sig för aktivister.", och han noterade att bokens titel har samma namn som en lek. Likt kommentarerna som följde efter #metoo, skrev Gärdebo att Konstfack hade samma förutsättningar som i leken; att det är "en plats med färre stolar än deltagare. När musiken stannar blir någon utanför." Han hänvisade till historikern René Girard som menar att kristendomens minskade betydelse i västvärlden har medfört ett återvändande till hedniska lösningar, som mobben och syndabocken.
Per Andersson sade i SVT att boken var en koncis, noggrann och nykter skildring av händelsen. I en recension lade han till att den var utmärkt och hård. Han skrev att Kristoffersson inte var försonande men istället förtydligade och fördjupade sin ståndpunkt med välformulerad kritik av modern rasismteori, och framförallt höll sig till fakta. Han skrev att den till stora delar destruktiva debatten, i och med boken, landade på ett konstruktivt sätt. Han skrev att Kristoffersson styr bort från berättelsen "där västerländska lärosäten hemsöks av post-alltmöjligt-inspirerade vettvillingar som trumfar igenom snurriga agendor och förbjuder sanningar man inte gillar. Man känner suget från den stora lättköpta berättelsen som en stark ström omkring hennes text, men hon har surrat sig vid masten och håller sin egen kurs rak."
Konstfacks rektor Maria Lantz skrev i Aftonbladet att hon borde ha agerat snabbare och tydligare för att undvika splittringen på arbetsplatsen.
Fredrik Sjöberg skrev i Dagens Nyheter att berättelsen om stormen kring utställningslokalen var tragikomisk och att Kristoffersson föredömligt redovisade bakgrunden till bråket och alla dess tragikomiska turer, både i medierna och i slutna rum.
Karin Olsson skrev i Expressen att farsen på Konstfack inte var ett dugg rolig och att det var "en skoningslös bok om när kulturvärlden visar sig från sin sämsta sida."
Tor Billgren skrev i Sydsvenskan att "Identitetspolitiken är förödande när den löper amok, men tyvärr är de normkritiska perspektiven sedan länge inristade i institutionernas väggar. [...] Varje gång identitetspolitiken löper amok befästs bilden av konstvärlden och akademin som plattformar för narcissistiskt navelskåderi." Billgren instämde med Kristofferssons kritik mot normkritik, identitetspolitik och intersektionell teori, men hade gärna gått längre i kritiken mot dessa fenomen och ifrågasatte att många myndigheter, lärosäten och konstinstitutioner tycktes betrakta intersektionell teori som något neutralt och vetenskapligt förankrat. Han skrev att "Det är olyckligt, eftersom intersektionalitet i praktiken är ett verktyg för att driva igenom radikal vänsterideologi, en teori där svaren är givna på förhand" och att teorin i själva verket resulterade i att osynliggöra mängder av förtryckande strukturer och mekanismer. Han skrev att Hela havet stormar var en viktig och mycket välskriven bok och att Kristoffersson beskrev händelserna på ett sakligt och behärskat sätt, även om bitterheten och sorgen ibland läckte igenom; att hennes raseri mot de 44 kollegorna var förståeligt, men gott kunde ha tyglats något i boken.
Jonas Mattsson skrev i Forskning & Framsteg att boken var en vass skildring av hur en akademisk teoribildning tappade markkontakten och hur grupptänk ledde till ängslighet, mobbmentalitet och kunskapsresistens. Han skrev att Kristoffersson satte identitetspolitik i ett sammanhang och beskrev hur goda intentioner satte det kritiska tänkandet på undantag; att hon skildrade hur det var att utsättas för ett drev på en svensk högskola vars värdegrund hävdade att skolans "arbetsformer är inkluderande och ger utrymme för oliktänkande".
Boken recenserades även i Respons, Upsala Nya Tidning, Göteborgs-Posten, Aftonbladet, Vi och Svenska Dagbladet. Den nämndes även i Sveriges Radio, Helsingborgs Dagblad, Flamman och Upsala Nya Tidning.

## Fotnoter